# Anne Penfold Street
Anne Penfold Street  (* 11. Oktober 1932 in Melbourne, Australien; † 28. Dezember 2016) war eine australische Mathematikerin und Hochschullehrerin. Sie wurde 1985 Professorin für Mathematik an der University of Queensland und leitete das Zentrum für Kombinatorik der Universität, welches 1997 das Center for Discrete Mathematics and Computing wurde.

## Leben und Werk
Street studierte sowohl Mathematik als auch Chemie an der University of Melbourne und erhielt 1954 in Chemie einen Bachelor of Science mit Auszeichnung und 1956 einen Master of Science. Sie heiratete 1956 den Chemiker Norman Street, mit dem sie 1957 eine Tochter und 1958 einen Sohn bekam. Sie promovierte 1966 an der University of Illinois at Urbana-Champaign bei  Michio Suzuki mit der Dissertation Subgroups Determining Functions on Groups.
Sie nahm 1967 einen Lehrauftrag für Mathematik an der University of Queensland an und wurde 1985 zur Professorin für Mathematik ernannt. Sie war nach Hanna Neumann 1964 und Cheryl Praeger 1983 die dritte Frau, die in Australien Mathematikprofessorin wurde. 1990 war sie maßgeblich an der Gründung und Leitung des Center for Combinatorics und später des Center for Discrete Mathematics and Computing beteiligt. Von 1990 bis 1997 leitete sie als Direktorin das Zentrum für Kombinatorik und von 1998 bis 2004 das Center for Discrete Mathematics and Computing.
Sie war 1980 und 1986 Gastprofessorin am Department of Computer Science an der University of Manitoba sowie 1984 und 1990 am Department of Mathematics der Auburn University in Alabama.
Street war Gründungsmitglied des Australian Mathematics Trust und von 1997 bis 1998 Präsidentin der Combinatorial Mathematics Society of Australasia. Sie war maßgeblich an der Gründung des Australasian Journal of Combinatorics beteiligt und war von 1990 bis 2001 Chefredakteurin. Sie war Mitglied der Australian Mathematical Society und war Kandidatin der Australian Academy of Science für das National Committee for Mathematics, stellvertretende Vorsitzende und Mitglied des Rhodes Scholarship Selection Committee (Queensland). Bei der Gründung des Institute of Combinatorics and its Applications (ICA) war sie 1990 beteiligt und war ab 1996 Präsidentin mit einer sechsjährigen Amtszeit.
Ihr zu Ehren vergibt die Australian Mathematical Society den Anne Penfold Street Award.

## Auszeichnungen und Ehrungen
- 1969: Izaac Walton Killam Memorial Postdoctoral Fellowship an der University of Alberta
- 1987: Erskine Fellowship an der University of Canterbury
- 1991: ARC Australian Senior Research Award[3]
- 1994: Bernhard-H.-Neumann-Preis, Australian Mathematics Trust
- 1996: Ehrendoktorwürde der University of Waterloo
- 1999: Medal for Outstanding Service, Combinatorial Mathematics Society of Australasia
- 2014: Member of the Order of Australia[4]

## Veröffentlichungen (Auswahl)
- mit Deborah J. Street: Combinatorics of Experimental Design. Clarendon Press, 1987, ISBN 978-0-19-853255-2.
- mit W. D. Wallis, Jennifer Seberry Wallis: Combinatorics: Room Squares, Sum-Free Sets, Hadamard Matrices.  Springer, Lecture Notes in Mathematics 292, 1972.
- mit W. D. Wallis: Combinatorial Theory: An Introduction. Charles Babbage Research Centre, 1977.
- mit W. D. Wallis: Combinatorics: A First Course. Charles Babbage Research Centre, 1982.
- mit Elizabeth J. Billington: Discrete Mathematics: Logic and Structures. Melbourne: Longman Cheshire, 1990.
- mit C. C. Lindner: The Stern-Lenz theorem: Background and applications. Congr. Numer. 80, S. 5–21, 1991.